# Stella Staudinger
Stella Elfriede Staudinger, z domu Koschat (ur. 26 października 1972 w Steyrze) – austriacka koszykarka, występująca na pozycji rozgrywającej, reprezentantka kraju, po zakończeniu kariery zawodniczej trenerka koszykarska.

## Osiągnięcia
Na podstawie, o ile nie zaznaczono inaczej.

### Drużynowe
- Mistrzyni Austrii (1993, 1998–2003)
- Zdobywczyni Pucharu Austrii (1999–2003)
- Uczestniczka rozgrywek międzynarodowych Pucharu Ronchetti (1996–2002)

### Reprezentacja
- Zdobywczyni Pucharu European Promotion (1998)
- Brązowa medalistka mistrzostw świata +45 (2017)[3]
- Uczestniczka kwalifikacji do mistrzostw Europy (1995, 1997, 1999, 2001)